# کوین داوسون (بازیکن فوتبال، زاده ۱۹۸۱)
کوین داوسون (انگلیسی: Kevin Dawson؛ زادهٔ ۱۸ ژوئن ۱۹۸۱) بازیکن فوتبال اهل بریتانیا است.
از باشگاه‌هایی که در آن بازی کرده‌است می‌توان به باشگاه فوتبال ناتینگهام فارست، باشگاه فوتبال ویکفیلد، باشگاه فوتبال بارو، باشگاه فوتبال چسترفیلد، باشگاه فوتبال وورکساپ تاون، و باشگاه فوتبال بارنت اشاره کرد.